# Dennis King
Dennis King (nascido em 1971) foi o 33.º primeiro-ministro da província canadense da Ilha do Príncipe Eduardo (2019-2025) e líder do Partido Conservador Progressivo da Ilha do Príncipe Eduardo.
Nascido em Georgetown, King trabalhou em muitos meios de comunicação da Ilha do Príncipe Eduardo durante anos, incluindo o Eastern Graphic, The Guardian e CFCY-FM. Em 1997, ele começou a trabalhar como coordenador de relações públicas do Ministério dos Transportes, tornou-se diretor de comunicações do Departamento de Desenvolvimento e Tecnologia e, finalmente, diretor de comunicações e assistente executivo do 30º primeiro-ministro da Ilha.